# Cəbrayıl Həsənov
Cəbrayıl Həsənov (Suparıbağ, 1990. február 24. –) azeri szabadfogású birkózó. A 2018-as birkózó-világbajnokságon döntőbe jutott 79 kg-os súlycsoportban, szabadfogásban ezüstérmet szerzett. Olimpiai bronzérmet szerzett szabadfogású birkózásban 2016-ban a férfi 74 kg-os súlycsoportban.

## Sportpályafutása
A 2018-as birkózó-világbajnokságon a 79 kg-osok súlycsoportjában megrendezett döntő során az amerikai Kyle Douglas Dake volt ellenfele, aki 2–0-ra legyőzte.